# Moodswinger

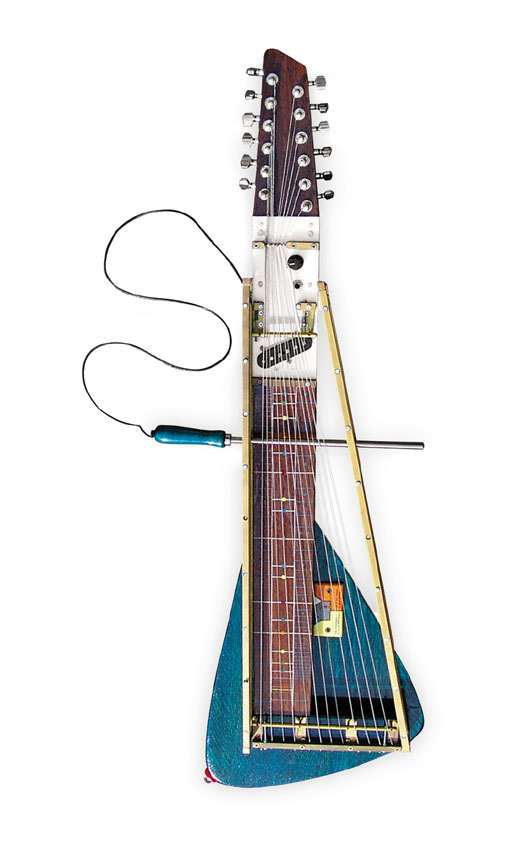
Moodswinger, Yuri Landman, 2006, Liars

Alikvotní tón

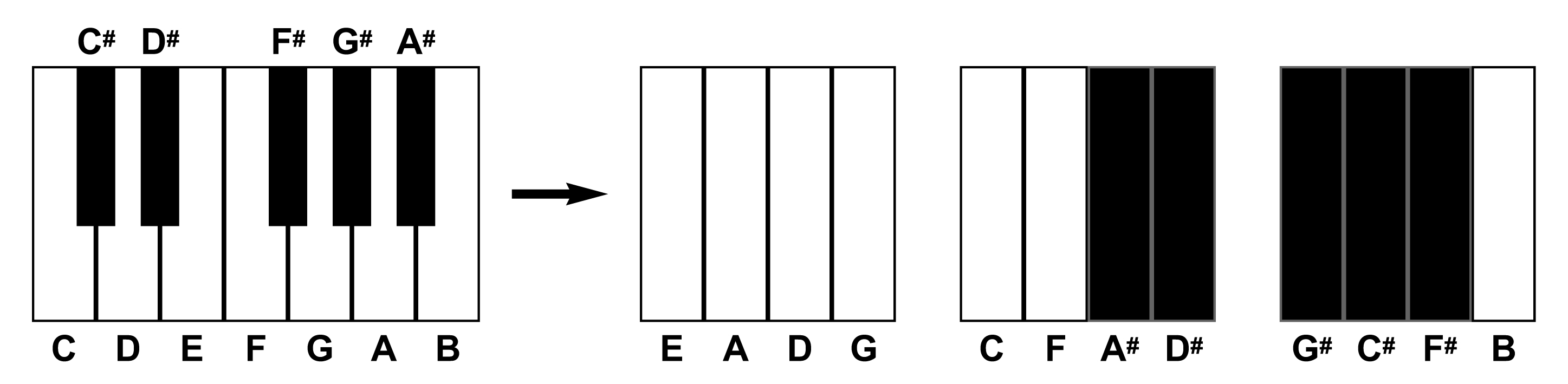
Kvintový kruh, Moodswinger

Moodswinger je drnkací elektrický strunný nástroj (chordofon), který vytvořil nizozemský tvůrce experimentálních nástrojů Yuri Landman. Má 12 strun laděných po kvintách. Způsobem hry připomíná citeru nebo koto a využívá alikvotní tóny vznikající při hře.

## Ladění
Kvintový kruh: E-A-D-G-C-F-A#-D#-G#-C#-F#-B

## Hudba
- Liars - Leather Prowler (album Liars, 2007)
- Avec-A - Akkemay, 2008[1]